# سيبريان نتارياميرا
سيبريان نتارياميرا (بالفرنسية: Cyprien Ntaryamira)‏ (و. 1955 – 1994 م) هو سياسي من بوروندي .